# Sofia Amara
Pour les articles homonymes, voir Amara.
Œuvres principales
- Infiltrée dans l’enfer syrien (roman), éditions Stock, 2014.

Sofia Amara, née à Casablanca le 25 mai 1968, est une journaliste, grand reporter et réalisatrice franco-marocaine, spécialiste du Proche-Orient.

## Biographie
Diplômée de l’université de Jordanie (B.A. de sciences politiques) et de l’Institut d'études politiques de Paris (Sciences Po) en 1996, Sofia Amara commence sa carrière professionnelle en tant que correspondante au Proche-Orient pour différentes chaînes et stations de radio. Elle couvre des événements comme la première intifada palestinienne, l’invasion du Koweït par l’Irak, le retour de Yasser Arafat à Gaza.
Après six ans à RMC MO-Paris (1993-1999) en tant que journaliste bilingue, elle collabore depuis Beyrouth, en tant que grand reporter et réalisatrice, avec divers médias et sociétés de production comme LCI, France 24, Canal +, Arte, TSR, Radio Canada, Agence CAPA, Avanti Production et Magneto Presse. 
Elle a réalisé plusieurs documentaires tels que Monde arabe, l’onde de choc (52 min, Canal +), Syrie, dans l’enfer de la répression (52 min, Arte) – grand prix Jean-Louis Calderon, Scoop de Lille 2011 –, Les enfants soldats de Daech (16 min, Canal +) – sélectionné pour le prix Bayeux-Calvados des correspondants de guerre 2015 –, ou Les enfants perdus du califat (58 min, Envoyé spécial, France 2) – lauréat du prix Média 2018 d'Enfance Majuscule et du prix Amade 2018 au Festival de télévision de Monte-Carlo.

## Réalisations
- Syrie, à l'épreuve du pouvoir, Arte, 60 min, 2025.
- Hamas : La fabrique d'un monstre - Arte, 52 min, 2024.
- Hezbollah, l'enquête interdite - France 5 (Série documentaire - 3 x 52 min), 2023 avec Jérôme Fritel.
- Al-Baghdadi, les secrets d'une traque - France 2 (Envoyé spécial - 32 min), 2019
- Billet retour à Nahr al-Bared - France 24 – 15 min, 2019.
- Les enfants perdus du califat - France 2 (Envoyé spécial - 57 min), 2017[12],[13],[14]
- Al-Baghdadi : sur les traces de l'homme le plus recherché du monde - M6 (Enquête exclusive - 52 min), 2017[15],[16],[17]
- Liban: Peur sur la ville – Canal + (L’Effet papillon – 22 min), 2016[18]

- Syrie: l’apprenti sorcier– Canal + (L’Effet papillon – 9 min), 2016
- Liban: zone d’ombres– Canal + (L’Effet papillon – 9 min), 2016
- Liban et rock la casbah – Canal + (L’Effet papillon – 8 min), 2015
- Inside Raqqa – Canal + (L’Effet papillon – 8 min), 2015
- Irak: l’étoffe des héros – Canal + (L’Effet papillon – 16 min), 2015
- Les enfants soldats de Daech  – Canal + (L’Effet papillon – 16 min), 2015[19]
- Vian, la voix des Yézidis  – Canal + (L’Effet papillon – 8 min), 2015[20]
- Le renégat (The renegade), Magnéto Presse (52 min), 2013[21],[22].
- Qatar: Conquérir le monde en 4 leçons , Canal + (Spécial Investigation, 52 min), 2013.
- La bataille de Damas , Reportage - 17 min, France 24, 2012[23].
- Syrie, au cœur de l’armée libre , Arte (Arte reportage, 26 min)[24],[25], 2012.
- Le clan des Libanais , Canal + (Mag, L’Effet papillon, 10 min), 2012.
- Syrie, dans l’enfer de la répression , (Arte, 52 min)[26], 2011.
- Les nouveaux révolutionnaires de la démocratie , Canal + (Spécial Investigation, 52 min), 2011.
- Monde arabe, l’onde de choc , Canal + (Spécial Investigation, 52 min)[27], 2011.
- Dans la gueule du loup, Canal + (Mag, L’Effet papillon, 10 min), 2011.
- Extension du domaine de la lutte, Canal + (Mag, L’Effet papillon, 10 min), 2011.
- Les espions qui venaient du chaud, Canal + (Mag, L’Effet papillon, 10 min), 2010.
- Bombe à retardement , Canal + (Mag, L’Effet papillon, 10 min), 2010.
- Liban : les anti-biroutes , Canal + (Mag, L’Effet papillon, 10 min), 2009.
- Passe ton Djihad d’abord , Canal + (Mag, L’Effet papillon, 10 min), 2009.
- Fatah attraction, Canal + (Mag, L’Effet papillon, 10 min), 2008.
- L’armée du salut , Canal + (Mag, L’Effet papillon, 10 min), 2007.

## Distinctions
- Prix Média Enfance Majuscule 2018 – Catégorie Documentaire tourné à l'étranger pour Les enfants perdus du Califat (Envoyé spécial)[28].
- Prix Amade 2018, Festival de Télévision de Monte Carlo pour Les enfants perdus du Califat (Envoyé spécial)[29]
- Grand Prix Jean Louis Calderón 2011, Scoop de Lille, pour Syrie, dans l'enfer de la répression, (Arte)[30].